# District d'Échallens
1798–2007
Entités précédentes :
- Bailliage d'Orbe-Échallens
- Bailliage d'Yverdon

Entités suivantes :
- District du Gros-de-Vaud

Le district d'Échallens est l'un des 19 anciens districts du canton de Vaud.
Il disparaît le 1er janvier 2008 à la suite de la réorganisation territoriale du canton de Vaud, les communes le composant rejoignant toutes le nouveau district du Gros-de-Vaud.

## Communes
- Cercle de Bottens :
  - Bottens
  - Bretigny-sur-Morrens
  - Cugy
  - Dommartin
  - Froideville
  - Malapalud
  - Morrens
  - Poliez-le-Grand
  - Poliez-Pittet
  - Villars-Tiercelin

- Cercle d'Échallens :
  - Assens
  - Bioley-Orjulaz
  - Échallens
  - Éclagnens
  - Étagnières
  - Goumoens-la-Ville
  - Goumoens-le-Jux
  - Oulens-sous-Échallens
  - Sugnens
  - Saint-Barthélemy
  - Villars-le-Terroir

- Cercle de Vuarrens :
  - Bercher (a fait partie du district d'Yverdon jusqu'en 1803, puis du district de Moudon jusqu'en 1960)
  - Essertines-sur-Yverdon
  - Fey
  - Naz
  - Pailly
  - Penthéréaz
  - Rueyres
  - Vuarrens